# اچ‌ام‌اس اوپورتون (اس۲۰)
اچ‌ام‌اس اوپورتون (اس۲۰) (به انگلیسی: HMS Opportune (S20)) یک زیردریایی بود که طول آن ۲۹۵ فوت ۳ اینچ (۸۹٫۹۹ متر) و ارتفاع آن ۱۸ فوت (۵٫۵ متر) بود. این زیردریایی در سال ۱۹۶۴ ساخته شد.